# 2022년 지진
아래 목록은 2022년 발생한 지진의 목록이다. 이 목록에는 규모 6 이상이거나, 지진으로 인명 피해나 재산 피해가 일어났거나, 기타 신뢰 가능한 출처에서 유력하게 다룬 지진을 수록한다. 지진이 일어난 시각은 전부 협정 세계시로 표기한다.
2022년 한 해 동안 규모 M7급 이상의 지진은 총 11차례 발생했으며, 거의 대부분의 대지진은 오세아니아에서 발생했다. 사망자가 백여 명 이상이었던 지진은 총 3차례로 그 중 가장 피해가 컸던 지진은 2022년 6월 아프가니스탄 지진으로 아프가니스탄과 파키스탄에서 총 1,100명이 넘는 사람이 사망했다. 2022년 발생한 가장 큰 규모의 지진은 각각 파푸아뉴기니와 멕시코에서 발생한 지진으로 둘 다 규모 M7.6이다. 그 외에 인도네시아, 중국, 파푸아뉴기니, 필리핀, 폴란드에서 지진으로 10명 이상의 사망자가 발생했다.

## 연도별 지진 비교
| 규모    | 2012년 | 2013년 | 2014년 | 2015년 | 2016년 | 2017년 | 2018년 | 2019년 | 2020년 | 2021년 | 2022년 |
| ------- | ------ | ------ | ------ | ------ | ------ | ------ | ------ | ------ | ------ | ------ | ------ |
| 8.0–9.9 | 2      | 2      | 1      | 1      | 0      | 1      | 1      | 1      | 0      | 3      | 0      |
| 7.0–7.9 | 14     | 17     | 11     | 18     | 16     | 6      | 16     | 9      | 9      | 16     | 11     |
| 6.0–6.9 | 117    | 123    | 143    | 127    | 131    | 104    | 118    | 135    | 111    | 141    | 117    |
| 5.0–5.9 | 1,546  | 1,460  | 1,580  | 1,413  | 1,550  | 1,447  | 1,671  | 1,484  | 1,315  | 2,046  | 1,603  |
| 4.0–4.9 | 10,955 | 11,877 | 15,817 | 13,777 | 13,700 | 10,544 | 12,782 | 11,897 | 12,135 | 14,643 | 13,707 |
| Total   | 12,635 | 13,480 | 17,552 | 15,336 | 15,397 | 12,102 | 14,589 | 13,530 | 13,572 | 16,849 | 15,438 |

감지된 지진 횟수의 증가가 '실제 일어난' 지진 횟수가 증가한 것이라 말할 수는 없다. 인구 증가, 인간 거주 구역의 광역화, 지진 감지 기술의 발전 등으로 인해 유감지진, 즉 감지된 지진의 횟수는 실제 일어난 지진 횟수와는 상관없이 계속 늘어날 수 있다.

## 사망자수 순 지진
| 순위 | 사망자수  | 규모 | 진앙                     | MMI               | 진원 깊이 (km) | 날짜      | 지진                         |
| ---- | --------- | ---- | ------------------------ | ----------------- | -------------- | --------- | ---------------------------- |
| 1    | 1,163     | 6.0  | 아프가니스탄 호스트주    | IX (Violent)      | 4.0            | 6월 22일  | 2022년 6월 아프가니스탄 지진 |
| 2    | 335 – 635 | 5.6  | 인도네시아 서자와주      | VIII (Severe)     | 10.0           | 11월 21일 | 2022년 서자와 지진           |
| 3    | 93        | 6.6  | 중국 쓰촨성              | IX (Violent)      | 12.0           | 9월 5일   | 2022년 루딩 지진             |
| 4    | 30        | 5.3  | 아프가니스탄 바드기스주  | VI (Strong)       | 11.4           | 1월 17일  | 2022년 1월 아프가니스탄 지진 |
| 5    | 27        | 6.1  | 인도네시아 수마트라섬    | VIII (Severe)     | 4.9            | 2월 25일  | 2022년 수마트라 지진         |
| 6    | 21        | 7.6  | 파푸아뉴기니 모로베주    | VIII (Severe)     | 116.0          | 9월 10일  | 2022년 파푸아뉴기니 지진     |
| 7    | 18        | 5.1  | 아프가니스탄 쿠나르주    | VII (Very strong) | 10.0           | 9월 4일   | 2022년 9월 아프가니스탄 지진 |
| 8    | 11        | 7.0  | 필리핀 코르디예라 행정구 | VIII (Severe)     | 10.0           | 7월 27일  | 2022년 루손 지진             |
| 9    | 10        | 2.7  | 폴란드 실롱스크주        | V (Moderate)      | 5.0            | 4월 23일  | —                            |

10명 이상 사망한 지진만 목록에 수록되었다.

## 규모 순 지진
| 순위 | 규모 | 사망자수 | 진앙                           | MMI 진도          | 깊이 (km) | 날짜      | 지진                        |
| ---- | ---- | -------- | ------------------------------ | ----------------- | --------- | --------- | --------------------------- |
| 1    | 7.6  | 21       | 파푸아뉴기니 모로베주          | VIII (Severe)     | 90.0      | 9월 10일  | 2022년 파푸아뉴기니 지진    |
| 1    | 7.6  | 2        | 멕시코 미초아칸주              | VIII (Severe)     | 26.0      | 9월 19일  | 2022년 미초아칸 지진        |
| 3    | 7.3  | 3        | 일본 후쿠시마현 해역           | VIII (Severe)     | 41.0      | 3월 16일  | 2022년 후쿠시마현 해역 지진 |
| 3    | 7.3  | 0        | 통가 바바우 제도 해역          | V (Moderate)      | 37.0      | 11월 11일 | —                           |
| 5    | 7.2  | 0        | 페루 푸노주                    | VI (Strong)       | 237.0     | 5월 26일  | —                           |
| 6    | 7.0  | 11       | 필리핀 코르디예라 행정구       | VIII (Severe)     | 33.7      | 7월 27일  | 2022년 루손 지진            |
| 6    | 7.0  | 0        | 솔로몬 제도 과달카날섬 해역    | VII (Very strong) | 14.0      | 11월 22일 | —                           |
| 6    | 7.0  | 0        | 바누아투 타페아주 해역         | V (Moderate)      | 137.0     | 9월 14일  | —                           |
| 6    | 7.0  | 0        | 누벨칼레도니 로열티제도주 해역 | IV (Light)        | 10.0      | 3월 31일  | —                           |
| 6    | 7.0  | 0        | 피지 남쪽 해역                 | III (Weak)        | 660.0     | 11월 9일  | —                           |
| 6    | 7.0  | 0        | 피지 지역 해역                 | III (Weak)        | 587.2     | 11월 12일 | —                           |

위 목록은 규모 Mw7.0 이상인 지진만 수록하였다.

## 월별 지진

### 1월
| 날짜 | 진원 위치                                                    | Mw  | 깊이 (km) | MMI  | 주석 | 사상자   | 사상자   |
| 날짜 | 진원 위치                                                    | Mw  | 깊이 (km) | MMI  | 주석 | 사망자수 | 부상자수 |
| ---- | ------------------------------------------------------------ | --- | --------- | ---- | --- | -------- | -------- |
| 2일  | 중화인민공화국 윈난성 샹그릴라시 동쪽 99 km 지점             | 5.4 | 10.0      | VI   | 30명이 부상을 입었으며 이 중 2명이 중상을 입었다. 닝랑 이족 자치현에서 주택 7,904채가 피해를 입었고 1,500채가 파괴되었다. | —        | 30       |
| 3일  | 바누아투 토르바주 솔라 서북쪽 110 km 해역                    | 6.0 | 104.0     | IV   | — | —        | —        |
| 3일  | 타이완 화롄현 화롄시 동쪽 66 km 해역                         | 6.2 | 19.0      | IV   | 타이베이시에서 15채의 건물에서 벽에 금이 가고 벽과 천장에서 타일이 떨어지는 등 경미한 피해가 있었다. 지진으로 전력과 수도 공급이 일시적으로 중단되었다. 이란시에서는 자동차 1대가 지진으로 떨어진 낙석에 맞아 파괴되었다. | —        | —        |
| 4일  | 인도네시아 카타부 동쪽 284 km 반다해 해역                    | 6.0 | 544.0     | II   | — | —        | —        |
| 6일  | 니카라과 레온주 코린토 남쪽 61 km 해역                       | 6.1 | 17.0      | V    | — | —        | —        |
| 7일  | 페루 리마주 코카차크라 서북쪽 6 km 지점                      | 5.6 | 95.8      | V    | 리마에서는 주택 12채가 붕괴되고 산사태가 발생하는 등의 피해가 있었다. 총 39명이 부상을 입었는데 이 중 1명은 지진이 일어나자 공황으로 발코니에서 뛰어내려 중상을 입었다. | —        | 39       |
| 7일  | 중화인민공화국 칭하이성 진창시 서남쪽 109 km 지점            | 6.6 | 13.0      | IX   | 2022년 칭하이성 지진 문서 참조. 먼위안 후이족 자치현에서는 주택 4,914채와 학교 25채가 피해를 입었고 장벽 2곳이 붕괴되었다. 진앙 인근 여러 터널이 피해를 입어 고속철도 운행도 일시적으로 중단되었다. 만리장성의 산단현 지역 일부 구간이 붕괴되었다. 지진으로 최소 9명이 부상을 입었다. | —        | 9        |
| 9일  | 그리스 서마케도니아주 플로리나 북북서쪽 5 km 지점            | 5.5 | 13.5      | VII  | 플로리나에서는 건물 벽면이 무너지고 벽돌집에 균열이 가는 피해가 있었으며, 아이아 파라스케비 마을에서는 오래된 사람이 살지 않는 주택이 붕괴되고 여러 집의 유리창이 깨졌다. 그리스 위쪽의 북마케도니아 비톨라에서는 건물 100채 이상에서 균열 피해가 보고되었다. 지진으로 2명이 부상을 입었다. 알바니아 동부에서도 17채의 건물에서 균열 피해가 보고되었다.                                                   | —        | 2        |
| 9일  | 인도네시아 북말루쿠주 토벨로 남남서쪽 33 km 해역             | 5.4 | 10.0      | VII  | 북할마헤라현에서 주택 203채와 교회 2채가 큰 피해를 입었다. 지진으로 3명이 부상을 입었다. | —        | 3        |
| 10일 | 뉴질랜드 커르머덱 제도 남쪽 해역                             | 6.2 | 7.0       | V    | — | —        | —        |
| 10일 | 이라크 술라이마니야주 참차말구 동쪽 8 km 지점                | 4.5 | 10.0      | VI   | 참차말구에서 여러 건물이 피해를 입었다. | —        | —        |
| 11일 | 키프로스 파포스구 폴리스 서북서쪽 48 km 해역                 | 6.6 | 21.0      | VI   | 2022년 키프로스 지진 문서 참조. 1996년 이후 키프로스 지역에서 발생한 가장 큰 규모의 지진이다. 파포스구와 레프케구에서 일부 주택에 경미한 피해가 발생했고 선반에 물건이 곳곳에서 떨어졌다. 칼레피아에서는 지진으로 가축 1,600마리 이상이 폐사했다. 지중해 건너 이집트에서도 다미에타에서 지진으로 아파트가 일부 붕괴되어 3명이 사망하고 1명이 부상을 입었다. 지진으로 최대 10 cm 높이의 쓰나미를 관측했다. | 3        | 1        |
| 11일 | 미국 알래스카주 폭스섬 니콜스키 동남쪽 100 km 해역           | 6.8 | 20.0      | VI   | 한시간 간격으로 발생한 이 두 지진은 일종의 본진-여진 관계이다. 첫 지진으로 최대 10 cm 높이의 쓰나미가 관측되었다. | —        | —        |
| 11일 | 미국 알래스카주 폭스섬 니콜스키 동남쪽 53 km 해역            | 6.6 | 19.0      | V    | 한시간 간격으로 발생한 이 두 지진은 일종의 본진-여진 관계이다. 첫 지진으로 최대 10 cm 높이의 쓰나미가 관측되었다. | —        | —        |
| 14일 | 인도네시아 반텐주 판뎅랑현 서남쪽 80 km 해역                 | 6.6 | 33.0      | VI   | 판뎅랑현에서 지진으로 건물 226채가 붕괴되었고 건물 3,078채, 학교 51채, 모스크 21채, 상업 건물 8채가 피해를 입었다. 동자카르타에서 모스크, 병원, 시장 사무실 벽에 금이 갔다. 우중 쿨롱 국립공원 내의 여러 건물도 붕괴되거나 피해를 입었다. 반텐주에서는 잔해에 사람들이 맞아 10명이 부상을 입었으며 이 중 2명이 부상을 입었다.                                                                             | —        | 10       |
| 14일 | 알바니아 슈코더르주 푸셔아러즈 동남쪽 4 km 지점              | 4.3 | 10.0      | VI   | 푸커에서 학교, 병원, 박물관을 포함한 건물 39채가 피해를 입었다. 피해액은 5백만 유로로 추산되었다. | —        | —        |
| 15일 | 이란 케르만주 케르만 동북쪽 31 km 지점                       | 4.7 | 10.0      | VIII | 케르만에서 건물 5채가 피해를 입었고 2명이 부상을 입었다. | —        | 2        |
| 16일 | 파푸아뉴기니 부건빌 자치주 판구나 서남서쪽 75 km 해역        | 6.1 | 379.0     | III  | — | —        | —        |
| 17일 | 아프가니스탄 바드기스주 칼라에나우 동남동쪽 50 km 지점       | 4.9 | 10.0      | -    | 2022년 1월 아프가니스탄 지진 문서 참조. 유네스코 세계유산을 포함해 바드기스주 지역의 주택 800채 이상이 붕괴되거나 피해를 입었다. 카디스구에서 주택 붕괴로 30명이 사망하고 49명이 부상을 입었다. | 30       | 49       |
| 17일 | 아프가니스탄 바드기스주 칼라에나우 동쪽 45 km 지점           | 5.3 | 11.4      | VI   | 2022년 1월 아프가니스탄 지진 문서 참조. 유네스코 세계유산을 포함해 바드기스주 지역의 주택 800채 이상이 붕괴되거나 피해를 입었다. 카디스구에서 주택 붕괴로 30명이 사망하고 49명이 부상을 입었다. | 30       | 49       |
| 17일 | 튀르키예 카이세리주 사르올란 서북쪽 3 km 지점                | 4.9 | 10.0      | VII  | 여러 주택에 금이 갔고 일부 축사가 붕괴되어 가축이 폐사했다. 2명이 지진으로 공황이 와 도망치다 부상을 입었다. | —        | 2        |
| 21일 | 일본 오이타현 사이키시 남남동쪽 27 km 해역                   | 6.4 | 40.0      | VII  | 2022년 휴가나다 지진 문서 참조. 지진으로 사이키시에서 정전이 발생했고 수도관이 끊겨 새어 도로가 침수되었다. 13명이 부상을 입었고 이 중 2명이 중상을 입었다. | —        | 13       |
| 22일 | 인도네시아 북술라웨시주 북쪽 해역                            | 6.0 | 21.0      | VI   | 탈라우드제도현에서 주택 2채와 교회 1채가 피해를 입었다. 지진으로 건물에 있던 건설노동자 1명이 당황해 뛰어나와 부상을 입었다. | —        | 1        |
| 22일 | 미국 알래스카주 어널래스카섬 남쪽 71 km 해역                 | 6.2 | 29.0      | VI   | — | —        | —        |
| 23일 | 이란 동아제르바이잔주 타브리즈 서북서쪽 7 km 지점            | 4.0 | 10.0      | VII  | 타브리즈에서 최소 건물 5채가 벽이 갈라지는 피해가 있었다. 1명이 넘어져서 부상을 입었다. | —        | 1        |
| 24일 | 아이티 니프주 앙스아보 남쪽 4 km 지점                        | 5.3 | 10.0      | VI   | 지진으로 퐁드데네그레에서 산사태로 1명이, 앙스아보에서 벽이 무너져 1명이, 총 2명이 사망했다. 52명이 부상을 입었다. 니프주에서 주택 227채가 붕괴되었고 937채가 피해를 입었다. 두 지진은 2021년 아이티 지진의 여진이다. | 2        | 52       |
| 24일 | 아이티 니프주 앙스아보 남쪽 4 km 지점                        | 5.1 | 10.0      | VI   | 지진으로 퐁드데네그레에서 산사태로 1명이, 앙스아보에서 벽이 무너져 1명이, 총 2명이 사망했다. 52명이 부상을 입었다. 니프주에서 주택 227채가 붕괴되었고 937채가 피해를 입었다. 두 지진은 2021년 아이티 지진의 여진이다. | 2        | 52       |
| 24일 | 오스트레일리아 웨스턴오스트레일리아주 웨이진 서쪽 23 km 지점 | 4.9 | 7.4       | V    | 서오스트레일리아의 군발지진 중 하나이다. 건물 20채의 벽과 천장에 금이 가는 등 경미한 피해가 발생했다. | —        | —        |
| 25일 | 사우스조지아 사우스샌드위치 제도 사우스샌드위치 제도 해역    | 6.0 | 11.0      | III  | — | —        | —        |
| 27일 | 통가 하파이 제도 팡가이 서북서쪽 220 km 해역                 | 6.2 | 6.2       | IV   | — | —        | —        |
| 28일 | 파나마 치리키주 아레나스 서남쪽 281 km 해역                  | 6.0 | 8.0       | III  | — | —        | —        |
| 29일 | 뉴질랜드 커르머덱 제도 해역                                  | 6.5 | 8.0       | IV   | 라울섬 보트코브 관측소에서 최대 10 cm의 쓰나미를 관측했다. | —        | —        |

### 2월
| 날짜 | 진원 위치                                                 | Mw  | 깊이 (km) | MMI  | 주석 | 사상자   | 사상자   |
| 날짜 | 진원 위치                                                 | Mw  | 깊이 (km) | MMI  | 주석 | 사망자수 | 부상자수 |
| ---- | --------------------------------------------------------- | --- | --------- | ---- | --- | -------- | -------- |
| 1일  | 인도네시아 말루쿠주, 로스팔루스 동북쪽 184 km 해역        | 6.0 | 119.0     | IV   | — | —        | —        |
| 3일  | 페루 로레토주 바랑카구 서북쪽 49 km 지점                  | 6.5 | 110.0     | VI   | 페루 바랑카구에서 주택 8채와 건물 7채가 피해를 입었으며, 에콰도르 사모라친치페주에서 건물 2채가 피해를 입었다. | —        | —        |
| 4일  | 인도네시아 반텐주 팔라부한라투 서남서쪽 71 km 해역        | 5.2 | 45.9      | VI   | 산사태로 레카브현에서 학교 1채가 피해를 입었다. | —        | —        |
| 4일  | 동남인도양 해령                                           | 6.3 | 10.0      | —    | — | —        | —        |
| 5일  | 아프가니스탄 바다흐샨주 이스카심 서남쪽 46 km 지점        | 5.8 | 212.0     | IV   | 바다흐샨주에서 산사태가 발생해 광부 2명이 사망했다. 파키스탄 페샤와르에서 지진으로 주택 5채가 붕괴되었고 50채가 피해를 입었다. 또한 지진으로 파키스탄에서 1명이 사망했고 수피파 사원의 미나레트가 붕괴되었다. | 3        | —        |
| 7일  | 폴란드 실롱스크주 카토비체 동남동쪽 4 km 지점             | 4.2 | 10.0      | VII  | 낙석으로 광부 3명이 부상을 입었다. | —        | 3        |
| 8일  | 대서양 중앙 해령 중부                                     | 6.2 | 10.0      | —    | — | —        | —        |
| 13일 | 아르메니아 로리주 메츠사반 서남서쪽 19 km 지점            | 5.3 | 10.0      | VI   | 아르메니아에서 건물 50채가 피해를 입었고 곳곳에서 정전 피해가 발생했다. 조지아에서는 건물 21채에서 금이 가는 피해가 있었다. 튀르키예에서는 2명이 부상을 입었고 곳곳에서 경미한 피해가 발생했다. 이 지진은 1988년 아르메니아 지진 이후 아르메니아에서 발생한 가장 큰 규모의 지진이다. | —        | 2        |
| 13일 | 괌 말레소 남남서쪽 168 km 해역                            | 6.0 | 15.0      | III  | — | —        | —        |
| 16일 | 과테말라 에스쿠인틀라주 누에바콘셉시온 남남동쪽 0 km 지점 | 6.2 | 60.0      | VI   | 2022년 과테말라 지진 문서 참조. 지진으로 주택 38채가 피해를 입었고 이 중 1채가 붕괴되었으며, 산사태로 도로가 곳곳이 끊겼고 정전도 발생했다. 지진으로 믹스코, 케트살테낭고, 바하베라파스주에서 각각 1명씩 총 3명이 심장마비로 사망했다. 지진이 발생했을 때 당황해서 도망치다 골절상을 입은 미성년자 1명을 포함해 총 2명이 부상을 입었다. 멕시코 치아파스주에서는 건물 1채에 금이 가는 피해가 있었다. | 3        | 2        |
| 16일 | 피지 남부 해역                                            | 6.8 | 535.0     | III  | — | —        | —        |
| 21일 | 남극 발레니 제도 해역                                     | 6.3 | 14.0      | IV   | — | —        | —        |
| 22일 | 아르헨티나 후후이주 아브라팜파 서쪽 58 km 지점            | 6.0 | 251.0     | IV   | — | —        | —        |
| 23일 | 콜롬비아 볼리바르주 산타로사델수르 서남쪽 26 km 지점      | 5.5 | 50.7      | V    | 지진으로 산타로사델수르의 학교 1채가 피해를 입었다. | —        | —        |
| 25일 | 인도네시아 서수마트라주 부키팅기 북북서쪽 66 km 지점      | 6.1 | 4.9       | VIII | 2022년 수마트라 지진 문서 참조. 서수마트라주의 3개 현에서 모스크와 학교를 포함한 여러 건물이 붕괴되거나 피해를 입었다. 지진의 흔들림은 멀리 말레이시아와 싱가포르에서도 감지되었다. 최소 27명이 사망하고 457명이 부상을 입었다. 말레이시아에서는 병원 1곳을 포함한 건물 2채가 경미한 피해를 입었다.                                                                                                 | 27       | 457      |

### 3월
| 날짜 | 진원 위치                                                 | Mw  | 깊이 (km) | MMI  | 주석 | 사상자   | 사상자   |
| 날짜 | 진원 위치                                                 | Mw  | 깊이 (km) | MMI  | 주석 | 사망자수 | 부상자수 |
| ---- | --------------------------------------------------------- | --- | --------- | ---- | --- | -------- | -------- |
| 2일  | 뉴질랜드 커르머덱 제도 해역                               | 6.6 | 24.0      | VII  | — | —        | —        |
| 3일  | 멕시코 베라크루스주 노팔테펙 서쪽 15 km 지점              | 5.7 | 109.4     | IV   | 베라크루스주의 학교 1채가 피해를 입었다. | —        | —        |
| 5일  | 라오스 퐁살리주 퐁살리 북북서쪽 85 km 지점                | 4.5 | 10.0      | VII  | 인접한 중국 윈난성에서 주택 5채가 피해를 입었다. | —        | —        |
| 6일  | 사우스조지아 사우스샌드위치 제도 사우스샌드위치 제도 해역 | 6.0 | 15.5      | IV   | — | —        | —        |
| 7일  | 피지 로마이비치주 레부카 동남쪽 351 km 해역               | 6.1 | 581.8     | II   | — | —        | —        |
| 12일 | 인도네시아 서자와주 팔라부한라투 서남서쪽 63 km 해역      | 5.3 | 10.0      | V    | 수카부미에서 주택 여러 채가 피해를 입었고 1채가 완전히 붕괴되었다. | —        | —        |
| 12일 | 프랑스 오베르뉴론알프 파베르주 남쪽 3 km 지점             | 4.5 | 2.7       | VI   | 여러 건물과 발코니가 피해를 입었다. 프롱트네에서는 한 교회의 첨탑이 무너졌다. | —        | —        |
| 13일 | 필리핀 미마로파 지방 카브라 서북서쪽 73 km 해역           | 6.4 | 11.0      | IV   | 루방에서 주택 최소 3채가 피해를 입었다. | —        | —        |
| 13일 | 인도네시아 서수마트라주 파리아만 서쪽 168 km 해역         | 6.7 | 21.8      | VII  | 남니아스현 곳곳에서 건물이 피해를 입고 1명이 경상을 입었다. 최대 8 cm 높이의 쓰나미도 관측되었다. | —        | 1        |
| 15일 | 페루 아레키파주 우암보 동남동쪽 16 km 지점                | 4.7 | 10.0      | VI   | 하루 후 발생한 M5.5 지진의 전진이다. 마카구에서 여러 건물이 피해를 입었으며 카이요마구에서는 산사태가 발생했다. | —        | —        |
| 16일 | 인도네시아 서자와주 반자르 서남쪽 80 km 해역              | 5.3 | 37.0      | VI   | 시안주르현에서 건물 최소 7채가 피해를 입었다. | —        | —        |
| 16일 | 페루 아레키파주 타파이구 남쪽 12 km 지점                  | 5.5 | 10.7      | VII  | 마카구에서 주택 286채가 붕괴되었으며 900채 이상이 피해를 입었다. 카이요마구에서는 곳곳에서 산사태가 발생했다. 총 6명이 부상을 입었다. | —        | 6        |
| 16일 | 파키스탄 길기트발티스탄 길기트 동남쪽 67 km 지점          | 5.1 | 9.1       | VII  | 진앙지 인근에서 큰 피해가 발생했고 산사태도 다수 발생해 도로가 차단되었다. 아스타크 마을에서 낙석이 발생해 1명이 사망하고 9명이 부상을 입었다. | 1        | 9        |
| 16일 | 일본 후쿠시마현 나미에정 동북동쪽 62 km 해역              | 6.0 | 48.1      | IV   | 수 분 뒤 일어난 M7.7 지진의 전진이다. | —        | —        |
| 16일 | 일본 후쿠시마현 나미에정 동북동쪽 57 km 해역              | 7.3 | 41.0      | VIII | 2022년 후쿠시마현 해역 지진 문서 참조. 지진으로 4명이 사망하고 247명이 부상을 입었다. 건물 270채가 붕괴되었고 56,700채 이상이 크고 작은 피해를 입었다. 도호쿠 지방 곳곳에서 정전 피해도 발생했다. 소규모 쓰나미도 관측되었다.                                | 4        | 247      |
| 16일 | 이란 호르모즈간주 반다르렌게흐 북북서쪽 57 km 지점        | 5.9 | 22.0      | VII  | 파라마르잔과 쿠케르다랑에서 여러 건물이 피해를 입고 정전 피해가 발생했다. 지역 곳곳에서 산사태가 발생했다. 지진으로 총 부상자 2명이 발생했다. 지진의 흔들림은 아랍에미리트에서도 느껴졌다.                                                                   | —        | 2        |
| 19일 | 알제리 베자이아주 베자이아 동북쪽 15 km 지점              | 5.2 | 10.0      | VIII | 지진으로 베자이아에서 학교와 건물을 포함한 건물 1,700채 이상이 피해를 입었다. 건물 내부 타일 등이 지진으로 떨어지기도 했다. 공황으로 학생 3명이 떨어져 부상을 입는 등 총 30명이 부상을 입었다.                                                               | —        | 30       |
| 19일 | 이란 파르스주 다라브 동남쪽 91 km 지점                    | 4.7 | 10.0      | VII  | 주택 10채의 벽에 금이 갔다. 지진으로 2명이 부상을 입었다. | —        | 2        |
| 19일 | 통가 에우아섬 오호누아 동남쪽 462 km 해역                 | 6.3 | 21.0      | I    | — | —        | —        |
| 20일 | 필리핀 동비사야스 지방 부라엔 서남쪽 5 km 지점            | 5.3 | 10.0      | VII  | 부라엔에서 주택 1채가 붕괴되었고 39채가 피해를 입었다. | —        | —        |
| 20일 | 뉴질랜드 커르머덱 제도 팡가레이 동북쪽 1,107 km 해역      | 6.0 | 47.6      | IV   | — | —        | —        |
| 21일 | 필리핀 잠보앙가반도 지방 리마옹 남쪽 10 km 지점           | 3.8 | 10.0      | V    | 비탈리 제도에서 학교 1채가 피해를 입었다. | —        | —        |
| 21일 | 노르웨이 베스틀란주 플로뢰 서쪽 138 km 해역               | 5.2 | 10.0      | VI   | 1989년 이후 노르웨이에서 발생한 가장 큰 규모의 지진이다. 모달렌 마을 시청이 약간 피해를 입었다. | —        | —        |
| 22일 | 대서양 중앙 해령 북부 해역                                | 6.7 | 10.0      | —    | — | —        | —        |
| 22일 | 타이완 타이둥현 화롄시 남쪽 62 km 해역                    | 6.7 | 24.0      | VII  | 2022년 화롄 지진 문서 참조. 지진으로 깨진 유리에 1명이 부상을 입었다. 위리진에서는 다리가 붕괴되었고 건물 230채가 피해를 입었으며 1채가 붕괴되었으며 정전 피해도 발생했다. 타이둥시에서는 도로가 갈라졌고, 창빈향과 둥허향에서는 산사태로 도로가 폐쇄되었다. | —        | 1        |
| 23일 | 아이티 그랑당스주 제레미 북쪽 18 km 해역                  | 5.1 | 10.0      | VIII | 제레미에서 몇몇 주택과 교회가 피해를 입었다. 5명이 경상을 입었다. | —        | 5        |
| 23일 | 바누아투 산마주 포트올리 동남동쪾 36 km 해역              | 6.0 | 115.7     | IV   | — | —        | —        |
| 24일 | 인도네시아 말루쿠주 아마하이 서쪽 44 km 해역              | 4.7 | 53.8      | VII  | 암본에서 건물 42채가 피해를 입었다. | —        | —        |
| 25일 | 인도네시아 남술라웨시주 큰다리 동북동쪽 39 km 지점        | 4.7 | 10.0      | V    | 큰다리에서는 여러 주택과 종교 시설이 피해를 입었다. 상점과 슈퍼마켓에서는 선반에 담겨 있던 물건들이 쓰러졌다. | —        | —        |
| 27일 | 에콰도르 에스메랄다스주 에스메랄다스 동남쪽 9 km 지점     | 5.8 | 19.0      | VII  | 에스메랄다스에서 일시적으로 정전과 통신 두절 피해가 발생했다. 1명이 심장마비로 사망했고 다른 1명이 부상을 입었다. 주택 717채가 붕괴되었고 7,408채가 피해를 입었다. 병원 두 곳도 피해를 입었다.                                                               | 1        | 1        |
| 29일 | 페루 아푸리막주 아방카이 남쪽 7 km 지점                   | 4.4 | 68.4      | V    | 아방카이에서 주택 3채가 붕괴되었고 32채가 피해를 입었다. 78명이 난민이 되었다. | —        | —        |
| 29일 | 폴란드 돌니실롱스크주 지역                                | 3.0 | 10.0      | —    | 카토비체에서 광산 붕괴 사고가 일어나 1명이 부상을 입었다. | —        | 1        |
| 30일 | 누벨칼레도니 로열티제도주 마레 제도 동남동쪽 271 km 해역  | 6.9 | 10.0      | IV   | 8시간 후 발생한 규모 M7.0 지진의 전진이다. 위네강에서 최대 6 cm, 타딘에서 7 cm, 리푸에서 2 cm 등 미약한 쓰나미를 관측했다. | —        | —        |
| 31일 | 이란 후제스탄주 아가자리 동남쪽 19 km 지점                | 4.7 | 10.0      | IV   | 1명이 부상을 입었다. | —        | 1        |
| 31일 | 누벨칼레도니 로열티제도주 마레 제도 동남동쪽 279 km 해역  | 7.0 | 10.0      | IV   | 타딘에서 최대 5 cm 쓰나미를 관측했다. | —        | —        |
| 31일 | 누벨칼레도니 로열티제도주 마레 제도 동남동쪽 326 km 해역  | 6.4 | 20.0      | V    | 14시간 전 일어난 규모 M7.0 지진의 여진이다. | —        | —        |

### 4월
| 날짜 | 진원 위치                                                        | Mw  | 깊이 (km) | MMI  | 주석 | 사상자   | 사상자   |
| 날짜 | 진원 위치                                                        | Mw  | 깊이 (km) | MMI  | 주석 | 사망자수 | 부상자수 |
| ---- | ---------------------------------------------------------------- | --- | --------- | ---- | --- | -------- | -------- |
| 1일  | 네덜란드 흐로닝언주 델프제일 서쪽 10 km 지점                     | 2.7 | 3.0       | —    | 로페르쉼에서 건물 250채가 피해를 입었다. 이 지진은 천연가스 채취로 발생했다. | —        | —        |
| 4일  | 불가리아 바르나주 프로바디야 동남쪽 10 km 지점                   | 4.6 | 10.0      | VII  | 프로바디야 시청과 교회가 피해를 입었다. | —        | —        |
| 4일  | 바누아투 셰파주 포트빌라 서북서쪽 56 km 해역                     | 6.0 | 31.0      | V    | — | —        | —        |
| 5일  | 중국 쓰촨성 궁현 동남쪽 45 km 지점                               | 4.6 | 10.0      | VII  | 싱원현에서는 여러 도로에 금이 가고 고속도로가 무너졌으며 주택 1,660채가 피해를 입었고 정전과 함께 산사태도 일어났다. 지진으로 고속철도도 운행이 일시적으로 중단되었다. | —        | —        |
| 8일  | 이라크 와시트주, 메흐란 서쪽 26 km 지점                          | 3.6 | 10.0      | III  | 메흐란에서 1명이 지진에서 대피하던 도중 부상을 입었다. | —        | 1        |
| 9일  | 튀르키예 말라티아주 신지크 북북동쪽 7 km 지점                    | 5.3 | 10.0      | VIII | 퓌튀르게에서 여러 오래된 주택이 붕괴되었고 빈 건물 몇몇이 피해를 입었다. | —        | —        |
| 9일  | 바누아투 말람파주 노르숩 서남서쪽 63 km 해역                     | 6.3 | 17.0      | V    | 이 지진으로 최대 21 cm의 쓰나미가 관측되었다. | —        | —        |
| 10일 | 페루 아레키파주 토로구 동남쪽 19 km 지점                         | 3.9 | 10.0      | III  | 마드리갈구에서 주택 40여채가 붕괴되어 200명이 긴급 대피했다. | —        | —        |
| 13일 | 파푸아뉴기니 동뉴브리튼주 코코포 서남서쪽 28 km 해역             | 6.1 | 149.0     | IV   | — | —        | —        |
| 17일 | 바누아투 말람파주 노르숩 동북쪽 62 km 해역                       | 6.1 | 200.9     | IV   | — | —        | —        |
| 18일 | 인도네시아 북말루쿠주 토벨로 서북서쪽 31 km 해역                 | 5.0 | 19.3      | VI   | 5개 마을에서 최소 건물 69채가 붕괴되었고 226채가 피해를 입었다. 2명이 부상을 입었다. | —        | 2        |
| 18일 | 베트남 꼰뚬성 꼰뚬 북북동쪽 45 km 지점                           | 4.8 | 10.0      | IV   | 꼰쁠롱현의 학교가 피해를 입었다. | —        | —        |
| 19일 | 필리핀 다바오 지방 산티아고 동쪽 41 km 해역                      | 6.1 | 19.0      | V    | 하루 간격을 두고 발생한 비슷한 지진으로 이중지진으로 추정된다. | —        | —        |
| 20   | 필리핀 다바오 지방 마나이 동남동쪽 50 km 해역                    | 6.0 | 19.0      | V    | 하루 간격을 두고 발생한 비슷한 지진으로 이중지진으로 추정된다. | —        | —        |
| 21일 | 니카라과 레온주 마사차파 서남서쪽 58 km 지점                     | 6.6 | 25.3      | V    | 1972년 지진의 피해도 입었던 몇몇 건물과 교회가 피해를 입었으며, 마나과에서는 정전 피해가 발생했다. 최대 7 cm 높이의 작은 쓰나미가 관측되었다. | —        | —        |
| 22일 | 보스니아 헤르체고비나 스릅스카 공화국 류비네 북북동쪽 13 km 지점 | 5.7 | 10.0      | VIII | 2022년 류비네 지진 문서 참조. 1969년 바냐루카 지진 이후 52년만에 보스니아 헤르체고비나에서 일어난 가장 큰 규모의 지진이다. 건물 1,712채가 피해를 입었으며 이 중 76채가 붕괴되었다. 여러 산사태가 발생했고 곳곳에서 정전도 일어났다. 스톨라츠에서 산사태로 집이 붕괴되어 대피하던 도중 1명이 사망하고 2명이 부상을 입었다. 그 외 8명이 지진으로 도망치던 중 공황으로 부상을 입었으며 차플리나에서는 광부 4명이 부상을 입었다. 이 지진은 크로아티아, 알바니아, 코소보, 몬테네그로, 세르비아, 이탈리아, 오스트리아, 슬로베니아에서도 느껴졌다. 크로아티아에서는 두브로브니크의 교회를 포함해 지진으로 여러 채의 건물이 피해를 입었다. | 1        | 14       |
| 23일 | 폴란드 실롱스크주 시비에르클라니구르네 동북쪽 4 km 지점          | 2.7 | 5.0       | V    | 지진으로 조피우프카에 있는 탄광이 붕괴되는 사고가 발생해 10명이 사망했다. | 10       | —        |
| 23일 | 이란 파르스주 카제룬 동쪽 30 km 지점                             | 4.4 | 10.0      | VI   | 지진으로 진앙 부근에 있던 주택 10채가 피해를 입었다. 한 명이 창문으로 뛰어내려 부상을 입었다. | —        | 1        |
| 24일 | 보스니아 헤르체고비나 스릅스카 공화국 류비네 북북동쪽 12 km 지점 | 4.8 | 10.0      | VI   | 이틀 전 일어난 규모 M5.7의 여진이다. 오스트리아-헝가리 시절 지어진 막사를 포함해 본진 때 피해를 입었던 여러 건물이 추가로 피해를 입거나 붕괴하는 일이 발생했다. | —        | —        |
| 27일 | 폴란드 돌니실롱스크주 루드나 서남서쪽 6 km 지점                  | 4.4 | 5.0       | VI   | 루드나의 광산에서 광부 1명이 부상을 입었다. | —        | 1        |
| 28일 | 파푸아뉴기니 마당주 마당 북북동쪽 175 km 해역                    | 6.1 | 10.0      | IV   | — | —        | —        |

### 5월
| 날짜 | 진원 위치                                                        | Mw  | 깊이 (km) | MMI  | 주석 | 사상자   | 사상자   |
| 날짜 | 진원 위치                                                        | Mw  | 깊이 (km) | MMI  | 주석 | 사망자수 | 부상자수 |
| ---- | ---------------------------------------------------------------- | --- | --------- | ---- | --- | -------- | -------- |
| 5일  | 필리핀 다바오 지방 루카탄 동남쪽 94 km 해역                      | 6.0 | 18.0      | IV   | — | —        | —        |
| 6일  | 파키스탄 발루치스탄 벨라 북쪽 80 km 지점                         | 5.1 | 10.0      | VI   | 쿠즈다르 지역에서 건물 최소 260채가 피해를 입고 주택 80채 이상이 붕괴되었다. 아동 1명이 부상을 입었고 200가구 이상이 집을 잃고 난민이 되었다.                                                                                              | —        | 1        |
| 9일  | 타이완 화롄현, 요나구니섬 서남쪽 70 km 해역                      | 6.2 | 21.0      | IV   | — | —        | —        |
| 9일  | 파푸아뉴기니 마당주 로렝가우 서남쪽 177 km 해역                  | 6.3 | 10.0      | IV   | — | —        | —        |
| 10일 | 아르헨티나 후후이주 산안토니오데로스코브레스 북북서쪽 85 km 지점 | 6.8 | 220.0     | VI   | — | —        | —        |
| 12일 | 콜롬비아 바예델카우카주 칼리마 북쪽 10 km 지점                   | 5.0 | 88.8      | VI   | 바예델카우카주 지역 3개 마을에서 주택 여러 채와 슈퍼마켓 2채, 터미널 1채가 피해를 입었다. | —        | —        |
| 12일 | 페루 리마주 산바르톨로구 서북서쪽 10 km 지점                     | 5.4 | 51.2      | VII  | 2022년 칠카 지진 문서 참조. 주택 4채가 붕괴되었고 17채가 피해를 입었다. 총 11명이 부상을 입었는데 이 중 3명은 우아랄에서 어도비 재질로 지어진 집이 붕괴되어 발생했다. 아동 1명이 건물에서 떨어져 사망했고, 다른 1명이 심장마비로 사망했다. | 2        | 11       |
| 17일 | 이란 후제스탄주 람호르모즈 동북동쪽 70 km 지점                   | 4.9 | 10.0      | VI   | 사르하니와 아르달에서 주택 1,724채가 피해를 입었다. | —        | —        |
| 19일 | 오스트레일리아 태즈메이니아주 매쿼리섬 북쪽 40 km 해역           | 6.9 | 10.0      | V    | — | —        | —        |
| 20일 | 중국 쓰촨성 캉딩시 동쪽 74 km 지점                               | 4.9 | 10.0      | IV   | 한위안현에서 주택 최소 468채가 피해를 입었다. 산사태로 곳곳의 도로도 폐쇄되었다. 이 지진은 9년 전 발생했던 2013년 야안 지진의 여진이다. | —        | —        |
| 21일 | 필리핀 칼라바르손 지방 리안 남쪽 1 km 해역                       | 6.1 | 129.0     | V    | — | —        | —        |
| 22일 | 통가 통가타푸섬 바이니 서남쪽 855 km 해역                        | 6.3 | 589.5     | II   | — | —        | —        |
| 22일 | 일본 지바현 가쓰우라시 남남동쪽 237 km 해역                      | 6.0 | 15.8      | III  | — | —        | —        |
| 24일 | 아프가니스탄 바다흐샨주 파르카르구 동남쪽 63 km 지점             | 4.9 | 106.2     | VI   | 주름구에서 여러 주택이 경미한 피해를 입었다. 지진으로 집이 붕괴되어 2명이 사망하고 1명이 부상을 입었다. | 2        | 1        |
| 24일 | 짐바브웨 북마타벨랜드주 빙가 동남동쪽 16 km 지점                 | 4.7 | 10.0      | VIII | 학교를 포함한 여러 건물이 피해를 입었다. | —        | —        |
| 25일 | 멕시코 오아하카주 산타마리아에카테펙 서북쪽 12 km 지점           | 5.5 | 12.0      | VI   | 살리나크루스에서 주택 1채가 붕괴되었고 정유소 건물에 화재가 발생했다. 치아파스항에서 최대 47 cm 높이의 쓰나미를 관측했다. | —        | —        |
| 26일 | 페루 푸노현 아상가로 북쪽 1 km 지점                              | 7.2 | 252.0     | VI   | 푸노주, 아레키파주, 아야쿠초주에서 건물 2채가 붕괴되었고 학교 17채, 병원 5채, 주택 87채, 교회 1채, 관광안내소 4채, 교량을 포함한 건물 115채가 피해를 입었다. 산사태가 발생해 고속도로가 일시적으로 폐쇄되었다.                             | —        | —        |
| 26일 | 누벨칼레도니 로열티제도주 타딘 남남동쪽 460 km 해역              | 6.6 | 10.0      | III  | — | —        | —        |
| 26일 | 동태평양 해팽 남부 해역                                          | 6.2 | 10.0      | —    | — | —        | —        |
| 27일 | 동티모르 라우텡현 로스팔루스 동북쪽 38 km 지점                   | 6.2 | 49.0      | VI   | 인도네시아 말루쿠주에서 여러 학교와 주택이 피해를 입었다. 이 지진의 흔들림은 오스트레일리아 다윈에서도 느껴졌다. | —        | —        |
| 27일 | 페루 이카주 산티아고구 남쪽 12 km 지점                           | 5.5 | 43.0      | IV   | 이카 지역에서 지진으로 대피하던 도중 공황으로 8명이 부상을 입었으며, 쇼핑몰을 포함한 여러 건물과 학교 3채, 병원 2채가 피해를 입었다. | —        | 8        |

### 6월
| 날짜 | 진원 위치                                                 | Mw  | 깊이 (km) | MMI | 주석 | 사상자   | 사상자   |
| 날짜 | 진원 위치                                                 | Mw  | 깊이 (km) | MMI | 주석 | 사망자수 | 부상자수 |
| ---- | --------------------------------------------------------- | --- | --------- | --- | --- | -------- | -------- |
| 1일  | 중국 쓰촨성 충라이시 서쪽 45 km 지점                      | 5.8 | 10.0      | VII | 2022년 야안 지진 문서 참조. 지진으로 42명이 부상을 입었고 이 중 3명이 중상이다. 루산현과 바오싱현에서 주택 135채가 붕괴되고 4,504채가 피해를 입었다. 이 지진은 2013년 야안 지진의 여진이다. | 4        | 42       |
| 4일  | 쿠웨이트 알아마디주 알아마디 남남서쪽 25 km 지점          | 4.4 | 10.0      | VI  | 지난 30년간 쿠웨이트에서 발생한 가장 큰 규모의 지진이다. 일부 건물이 흔들림 피해를 입었다. | —        | —        |
| 4일  | 통가 바바우 제도 네이아푸 서북쪽 126 km 해역              | 6.3 | 237.0     | IV  | — | —        | —        |
| 4일  | 오스트레일리아 태즈메이니아주 기버스턴 남쪽 1,617 km 해역 | 6.4 | 10.0      | VI  | — | —        | —        |
| 4일  | 미국 알래스카주 래트 제도 에이덱 서쪽 347 km 해역         | 6.3 | 105.0     | V   | — | —        | —        |
| 8일  | 브라질 아크리주 타라우아카 남남서쪽 111 km 지점           | 6.5 | 621.9     | II  | — | —        | —        |
| 8일  | 인도네시아 서술라웨시주 마무주 서남서쪽 40 km 해역        | 5.8 | 23.6      | V   | 마무주와 마즈네에서 사원과 상업용 건물을 포함한 건물 259채가 피해를 입었고 이 중 일부는 완전히 붕괴되었다. 총 17명이 부상을 입었다. | —        | 17       |
| 9일  | 중국 쓰촨성 펑저우시 서북쪽 254 km 지점                   | 5.9 | 14.1      | VII | 훙위안현에서 여러 다리를 포함한 주택 492채가 붕괴되었다. 곳곳에서 정전 피해도 발생했다. 이 지진으로 6명이 부상을 입고 25,790명이 긴급 대피했다. | —        | 6        |
| 12일 | 튀르키예 반주 반 동북쪽 29 km 지점                        | 5.2 | 10.0      | V   | 에르지슈와 반에서 주택 1채가 붕괴되고 20채가 피해를 입었다. | —        | —        |
| 15일 | 이란 호르모즈간주 키쉬 동북쪽 21 km 지점                  | 5.5 | 10.0      | VII | 반다르차라크에서 건물 20여채에 금이 가고 갈라지는 피해가 있었으며 4명이 부상을 입었다. | —        | 4        |
| 18일 | 미국 조지아주 스틸모어 동쪽 7 km 지점                     | 3.9 | 0.8       | IV  | 2014년 이후 이 지역에서 발생한 가장 큰 규모의 지진이다. 허친슨섬에서는 지진으로 땅이 서배너강 밑으로 쓸려가 부두 바로 위에 있는 주차장이 큰 피해를 입었다. | —        | —        |
| 19일 | 일본 이시카와현 나나오시 북북동쪽 61 km 지점              | 5.1 | 10.0      | VI  | 2022년 노토 지진 문서 참조. 스즈시에서 선반의 물건이 떨어지고 창문이 꺠지며 돌로 된 도리이 문이나 사원의 벽이 무너지는 피해가 있었다. 총 7명이 부상을 입었다. | —        | 7        |
| 21일 | 아프가니스탄 팍티카주 호스트 서남쪽 51 km 지점            | 6.0 | 4.0       | IX  | 2022년 6월 아프가니스탄 지진 문서 참조. 주택 1만채 이상이 붕괴되었고 여러 산사태가 발생했다. 이 지진은 아프가니스탄의 수도인 카불과 파키스탄의 수도인 이슬라마바드 둘 다 뒤흔들었다. 부실한 건설 관행과 같은 여러 문제로 실제 흔들림의 크기에 비해 그 피해 규모가 엄청나게 커졌다. 아프가니스탄에서 최소 1,150명이 사망했고 이 중 아동이 145명이었으며 2,949명이 부상을 입었다. 파키스탄에서는 13명이 사망하고 27명이 부상을 입었으며 사망자 중 10명이 카이베르파크툰크와주에서 일어난 산사태에 휩쓸렸다. 이 지진은 2022년 사망자가 가장 많은 지역이자 2002년 힌두쿠시 지진 이후 20년만에 아프가니스탄에서 발생한 사망자가 가장 많은 지진이다. | 1,163    | 2,976    |
| 21일 | 멕시코 할리스코주 시우다드구스만 서쪽 1 km 지점           | 2.4 | 1.0       | —   | 주택 최소 102채가 피해를 입었으며 이 중 22채가 거주 불가능할 정도로 무너졌다. 138명이 이에 영향을 받았으며 이 중 33명이 집을 잃었다. | —        | —        |
| 22일 | 네팔 간다키주 치트레 동남동쪽 14 km 지점                  | 4.6 | 10.0      | IV  | 포카라에서 주택 붕괴로 10대 1명이 부상을 입었다. | —        | 1        |
| 24일 | 파키스탄 카이베르파크툰크와주 미란샤흐 서쪽 49 km 지점    | 4.2 | 10.0      | VII | 3일 전 일어난 2022년 6월 아프가니스탄 지진의 여진이다. 아프가니스탄 가얀구에서는 5명이 사망하고 11명이 부상을 입었다. | 5        | 11       |
| 25일 | 이란 호르모즈간주 키쉬 동북쪽 30 km 지점                  | 5.6 | 10.0      | VII | 1명이 떨어져 사망하고 37명이 부상을 입었다. | 1        | 37       |
| 26일 | 알제리 오랑주 아인비야 북북서쪽 13 km 지점                | 4.6 | 10.0      | VII | 아르제우에서 여러 주택에 금이 가는 피해가 있었다. 총 80명이 부상을 입었다. | —        | 80       |
| 30일 | 필리핀 카가얀밸리 지방 나무악 북북동쪽 49 km 해역         | 6.0 | 34.7      | V   | 아파리에서 주택 1채가 붕괴되는 등 여러 피해가 보고되었다. | —        | —        |

### 7월
| 날짜 | 진원 위치                                                         | Mw  | 깊이 (km) | MMI  | 주석 | 사상자   | 사상자   |
| 날짜 | 진원 위치                                                         | Mw  | 깊이 (km) | MMI  | 주석 | 사망자수 | 부상자수 |
| ---- | ----------------------------------------------------------------- | --- | --------- | ---- | --- | -------- | -------- |
| 1일  | 이란 호르모즈간주 반다르렝게 동북쪽 55 km 지점                    | 6.0 | 16.0      | VII  | 2022년 호르모즈간 지진 문서 참조. 7명이 사망하고 111명이 부상을 입었다. 주택 최소 540채가 붕괴되었으며 그 외 1천채 이상이 피해를 입고 곳곳에서 정전 피해도 발생했다. 사예흐크보쉬 마을은 완전히 파괴되었다. 지진의 흔들림은 아랍에미리트, 사우디아라비아, 카타르, 오만, 바레인, 파키스탄, 아프가니스탄에서도 느껴졌다.                        | 7        | 111      |
| 1일  | 이란 호르모즈간주 반다르렝게 동북쪽 57 km 지점                    | 6.0 | 10.0      | VII  | 2022년 호르모즈간 지진 문서 참조. 7명이 사망하고 111명이 부상을 입었다. 주택 최소 540채가 붕괴되었으며 그 외 1천채 이상이 피해를 입고 곳곳에서 정전 피해도 발생했다. 사예흐크보쉬 마을은 완전히 파괴되었다. 지진의 흔들림은 아랍에미리트, 사우디아라비아, 카타르, 오만, 바레인, 파키스탄, 아프가니스탄에서도 느껴졌다.                        | 7        | 111      |
| 3일  | 이란 길란주 아스타네흐예 아쉬라피예흐 북쪽 37 km 지점             | 4.1 | 10.0      | V    | 대피 도중 공황으로 노인 여성 1명이 부상을 입었다. | —        | 1        |
| 5일  | 러시아 케메로보주 메즈두레첸스크 북쪽 12 km 지점                  | 4.3 | 5.0       | VI   | 지진으로 메즈두레첸스크에서 산사태가 발생해 광부 2명이 사망하고 2명이 부상을 입었다. | 2        | 2        |
| 11일 | 바누아투 타페아주 포트빌라 동남동쪽 84 km 해역                    | 6.0 | 10.0      | V    | — | —        | —        |
| 12일 | 멕시코 치와와주 보코이나 지자체 동북쪽 14 km 지점                 | 4.6 | 12.2      | IV   | 마과리치 지자체에서 주택 15채가 피해를 입고 보코이나에서는 4채가, 게레로에서는 1채가 피해를 입는 등 총 3개 지자체가 피해를 입었다. | —        | —        |
| 12일 | 칠레 이스터섬 항가로아 서북쪽 696 km 해역                         | 6.8 | 10.0      | III  | 두 지진은 수 초 간격을 두고 일어난 규모가 거의 같은 이중지진이다. | —        | —        |
| 12일 | 칠레 이스터섬 항가로아 서북쪽 715 km 해역                         | 6.6 | 33.0      | -    | 두 지진은 수 초 간격을 두고 일어난 규모가 거의 같은 이중지진이다. | -        | -        |
| 13일 | 페루 모케과주 라카피야구 서남서쪽 14 km 지점                      | 5.5 | 10.0      | VII  | 어도비로 지어진 주택 85채가 붕괴되고 558채가 피해를 입었다. 산사태도 발생해 도로를 막는 일이 일어났다. 지진으로 6명이 부상을 입었으며 85명이 집을 잃고 난민이 되었다. | —        | 6        |
| 14일 | 에콰도르 과야스주 삼보론돈 서남쪽 12 km 지점                      | 5.7 | 73.0      | IV   | 과야킬을 중심으로 건물 96채가 피해를 입었다. 시몬볼리바르에서 16세 소년이 지진으로 쓰러진 전기줄에 감전되어 사망했다. 그 외 2명이 부상을 입었다. | 1        | 2        |
| 15일 | 칠레 아이센델헤네랄카를로스이바녜스델캄포주 케욘 서쪽 511 km 해역 | 6.4 | 24.5      | IV   | — | —        | —        |
| 17일 | 엘살바도르 아우아차판주 아티키사야 서쪽 3 km 지점                 | 4.2 | 8.2       | V    | 엘살바도르 지역 군발지진 중 하나이다. 이 지진으로 아티키사야에서 주택 1채가 붕괴되고 여러 채가 피해를 입었다. | —        | —        |
| 18일 | 아프가니스탄 팍티카주 호스트 서북서쪽 49 km 지점                  | 5.2 | 10.0      | V    | 2022년 6우러 아프가니스탄 지진의 여진이다. 가얀구에서 600채가 넘는 주택이 붕괴되었고 44명이 부상을 입었다. | —        | 44       |
| 21일 | 미얀마 샨주 켕퉁 남쪽 53 km 지점                                  | 5.9 | 5.0       | VII  | 켕퉁에서 학교 담장이 붕괴되고 여러 주택이 피해를 입었다. 넝파와 깟파에서도 여러 주택의 벽이 무너지는 피해가 보고되었다. | —        | —        |
| 23일 | 이란 호르모즈간주 반다르렝게 동북쪽 69 km 지점                    | 5.6 | 10.0      | VII  | 3주 전 일어난 2022년 호르모즈간 지진 이중지진의 여진이다. 여러 주택이 피해를 입고 산사태로 도로가 막혔다. 지진 발생으로 대피하던 도중 공황으로 1명이 부상을 입었다. | —        | 1        |
| 25일 | 에콰도르 카르치주 산가브리엘 서남쪽 5 km 지점                     | 5.7 | 2.5       | VII  | 에콰도르에서 건물 398채가 피해를 입었다. 이 중 41채는 심각한 피해를 입었다. 인접한 콜롬비아에서는 투케레스 도시를 중심으로 주택 1채가 붕괴되고 50채 이상이 피해를 입었다. 9명이 부상을 입었고 이 중 3명이 화상과 골절 등 중상을 입었다. | —        | 9        |
| 26일 | 튀르키예 카흐라만마라시주 카흐라만마라시 남남동쪽 25 km 지점      | 4.0 | 10.0      | VI   | 카흐라만마라시의 여러 주택과 병원 1채가 붕괴되었다. | —        | —        |
| 26일 | 에콰도르 카르치주 엘앙헬 남남서쪽 6 km 지점                       | 4.4 | 10.0      | VI   | 하루 전 일어난 규모 M5.7 지진의 여진이다. 몬투파르현을 중심으로 이전 지진으로 약해졌던 주택 몇몇이 붕괴되는 추가 피해가 일어났다. | —        | —        |
| 27일 | 필리핀 코르디예라 행정구 반타이 동남쪽 13 km 지점                 | 7.0 | 33.7      | VIII | 2022년 루손 지진 문서 참조. 아브라주와 남일로코스주를 중심으로 여러 건축물 피해가 발생했으며 특히 UNESCO 세계유산 도시로 지정된 비간 성당이 있는 비간의 백년이 넘은 칼레크리솔로고의 여러 주택과 반타이 벨 타워가 피해를 입었다. 지진으로 떨어진 잔해에 맞아 7명이 사망하고 615명이 부상을 입었으며, 아브라주에서 4명이 산사태로 더 사망했다. | 11       | 615      |
| 27일 | 칠레 안토파가스타주 칼라마 동북동쪽 52 km 지점                    | 6.2 | 96.8      | V    | 선반에서 물건이 떨어지는 등의 소규모 피해와 산사태가 보고되었다. | —        | —        |
| 28일 | 칠레 안토파가스타주 토코피야 서북쪽 22 km 지점                    | 6.1 | 54.0      | VII  | 토코피야의 경찰서와 학교가 피해를 입었다. 1명이 부상을 입었다. | —        | 1        |
| 28일 | 인도 차티스가르주 바이쿤트푸르 북북서쪽 16 km 지점                | 4.7 | 15.7      | VI   | 바이쿤트푸르의 광산에서 근무하던 노동자 5명이 부상을 입었다. | —        | 5        |
| 29일 | 인도네시아 발리주 베두굴 북북서쪽 28 km 지점                      | 4.4 | 10.0      | IV   | 카랑가셈현에서 여러 주택이 피해를 입었다. | —        | —        |
| 30일 | 이란 동아제르바이잔주 타캅 북쪽 58 km 지점                        | 3.9 | 10.0      | -    | 2개 마을에서 여러 주택이 피해를 입었다. | —        | —        |
| 31일 | 네팔 코시주 보즈푸르 서쪽 27 km 지점                              | 5.1 | 10.0      | VI   | 코탕구에서 학교 2채와 경찰서 1채가 붕괴되었으며 그 외 건물 475채가 피해를 입었다. | —        | —        |
| 31일 | 아이슬란드 쉬뒤르네스 보가르 동남쪽 1 km 지점                     | 5.4 | 10.0      | VII  | 7월 30일부터 파그라달스퍄들에서 1만 차례 이상의 군발지진이 발생했으며 이는 화산 분화로 이어졌다. 지진으로 코파보귀르의 쇼핑 센터 건물이 붕괴되었다. 곳곳에서 낙석도 발생했다. | —        | —        |

### 8월
| 날짜 | 진원 위치                                             | Mw  | 깊이 (km) | MMI  | 주석 | 사상자   | 사상자   |
| 날짜 | 진원 위치                                             | Mw  | 깊이 (km) | MMI  | 주석 | 사망자수 | 부상자수 |
| ---- | ----------------------------------------------------- | --- | --------- | ---- | --- | -------- | -------- |
| 10일 | 일본 홋카이도 마쿠베쓰정 남남동쪽 50 km 해역          | 5.1 | 4.7       | VIII | 나카가와정에서 슈퍼마켓의 선반에 있던 물건이 떨어지고 가구들이 쓰러졌다. 여러 도도에 금이 가는 일이 발생했고 가스 누출로 9명이 긴급 대피했다.                                                                                      | -        | -        |
| 14일 | 뉴질랜드 커르머덱 제도 휘티앙가 동북쪽 661 km 해역    | 6.6 | 39.1      | VI   | - | -        | -        |
| 14일 | 누벨칼레도니 로열티제도주 타딘 동쪽 324 km 해역       | 6.4 | 78.0      | II   | - | -        | -        |
| 22일 | 인도네시아 발리주 누사두아 동남쪽 49 km 해역          | 5.4 | 140.9     | IV   | 남쿠타의 호텔이 피해를 입었다. 지아냐르현에서는 한 학교의 파사드가 붕괴되었다. 카랑가셈현에서는 여러 주택에 금이 가는 등의 피해가 발생했으며 일부는 붕괴되었다. 이웃한 롬복섬에서는 한 주택의 천장이 붕괴되어 1명이 부상을 입었다. | -        | 1        |
| 22일 | 아프가니스탄 호스트주 호스트 서남쪽 47 km 지점        | 4.6 | 35.9      | VI   | 2022년 6월 아프가니스탄 지진의 여진이다. 가얀구에서는 이전에 약해졌던 여러 주택이 붕괴되었다. | -        | -        |
| 23일 | 베트남 꼰뚬성 꼰뚬 북북동쪽 43 km 지점                | 4.8 | 10.0      | VI   | 이 지역의 수력 발전소로 발생한 유발지진성 군발지진 중 가장 큰 규모이자 진앙지 인근에서 금세기 중 일어난 지진 중 가장 큰 규모의 지진이다. 꼰쁠롱현에서는 최소 주택 5채가 피해를 입었으며 이 중 1채는 지붕이 붕괴되었다.             | -        | -        |
| 23일 | 인도네시아 븡쿨루주 파가르알람 남쪽 117 km 해역       | 6.2 | 55.8      | IV   | 서람풍현에서는 주택의 벽이나 천장 곳곳에서 금이 가는 일이 발생했다. 카우르현에서는 주택이 붕괴되거나 교회나 여러 주택의 벽, 천장에 금이 가는 일이 발생했다. 1명이 머리를 다치는 부상을 입었다.                                     | -        | 1        |
| 29일 | 인도네시아 서수마트라주 파리아만 서남서쪽 170 km 해역 | 6.2 | 17.6      | VI   | 믄타와이 제도에서 건물 5채가 피해를 입었고 그 중 1채는 심각한 피해를 입었다. 2,300명이 긴급 대피했다. | -        | -        |
| 30일 | 태평양-남극 해령 해역                                 | 6.3 | 10.0      | -    | - | -        | -        |
| 31일 | 사우디아라비아 바하주 바하 인근                       | 3.6 | -         | -    | 바하의 학교를 포함한 여러 건물이 피해를 입었고 산사태 피해도 발생했다. | -        | -        |

### 9월
| 날짜 | 진원 위치                                                      | Mw  | 깊이 (km) | MMI  | 주석 | 사상자   | 사상자   |
| 날짜 | 진원 위치                                                      | Mw  | 깊이 (km) | MMI  | 주석 | 사망자수 | 부상자수 |
| ---- | -------------------------------------------------------------- | --- | --------- | ---- | --- | -------- | -------- |
| 2일  | 파푸아뉴기니 서뉴브리튼주 칸드리안 서북서쪽 111 km 해역        | 6.1 | 126.9     | V    | - | -        | -        |
| 4일  | 대서양 중앙 해령 중부 해역                                     | 6.9 | 10.0      | -    | - | -        | -        |
| 4일  | 아프가니스탄 쿠나르주 잘랄바라드 동북쪽 34 km 지점             | 5.1 | 10.0      | VII  | 2022년 9월 아프가니스탄 지진 문서 참조. 최소 18명이 사망하고 42명이 부상을 입었다. 지진의 진앙 인근인 낭가하르, 랑만, 쿠나르, 누리스탄 지역은 주택 여러 채가 파괴되었다. | 18       | 42       |
| 4일  | 동태평양 해팽 남부 해역                                        | 6.2 | 10.0      | -    | - | -        | -        |
| 5일  | 중국 쓰촨성 캉딩시 동남쪽 43 km 지점                           | 6.6 | 16.0      | IX   | 2022년 루딩 지진 문서 참조. 지진으로 주택 최소 243채가 파괴되고 13,010채 이상이 피해를 입었다. 대중교통, 수력 발전소, 여러 사업체도 피해를 입었다. 광범위한 산사태도 발생해 곳곳의 도로가 끊어졌다. 지진으로 93명이 사망하고 423ㅕ명이 부상을 입었으며 25명이 실종되었다.                                                                                             | 93       | 423      |
| 6일  | 아프가니스탄 바다흐샨주 주름 서남쪽 30 km 지점                 | 4.8 | 70.8      | III  | 지진으로 아프가니스탄 쿠나르주에서 6명이 사망하고 9명이 부상을 입었다. | 6        | 9        |
| 9일  | 인도네시아 파푸아주 비악섬 동남동쪽 263 km 지점                | 6.2 | 18.0      | VII  | 30분 간격을 두고 거의 같은 곳에서 일어난 두 지진으로 이중지진이다. | -        | -        |
| 10일 | 인도네시아 파푸아주 비악섬 동남동쪽 260 km 지점                | 6.2 | 21.0      | VII  | 30분 간격을 두고 거의 같은 곳에서 일어난 두 지진으로 이중지진이다. | -        | -        |
| 10일 | 프랑스 그랑테스트 랑스 서북쪽 2 km 지점                        | 3.9 | 8.9       | V    | 2004년 이후 독일에서 느껴진 가장 큰 규모의 지진이다. 바트크로칭겐, 바트벨링겐, 뮐루즈에서 몇몇 건물이 피해를 입었다. | -        | -        |
| 10일 | 인도네시아 서수마트라주 파리아만 서남서쪽 175 km 해역          | 6.0 | 20.0      | VI   | 믄타와이 제도에서 잔해에 맞아 2명이 부상을 입었다. 여러 건축물에 피해가 갔으며 200명이 긴급 대피했다. | -        | 2        |
| 10일 | 파푸아뉴기니 모로베주 카이난투 동쪽 66 km 지점                 | 7.6 | 116.0     | VIII | 2022년 파푸아뉴기니 지진 문서 참조. 파푸아뉴기니 곳곳의 건물이 피해를 입고 도로가 갈라지며 선반의 물건들이 쏟아졌다. 총 21명이 사망했으며 사망자 대부분은 산사태에 휩쓸려서 발생했다. 그 외 42명이 부상을 입었다. 2022년 발생한 지진 중 가장 규모가 큰 지진이다. | 21       | 42       |
| 14일 | 바누아투 타페아주 이상겔 남남동쪽 208 km 해역                  | 7.0 | 137.0     | V    | - | -        | -        |
| 17일 | 타이완 타이둥현 위징구 동쪽 96 km 해역                         | 6.5 | 10.0      | VII  | 2022년 타이둥 지진 문서 참조. 타이둥시를 중심으로 큰 흔들림이 일어나 주택 최소 1채가 붕괴되고 철도도 일시적으로 영업이 중단되었다. 8명이 부상을 입었으며, 이 중 1명은 심장마비가 일시적으로 발생해 입원했다. 이 지진은 다음 날 일어난 규모 M6.9 지진의 전진이다. | -        | 8        |
| 18일 | 타이완 화롄현 루구향 동남쪽 86 km 해역                         | 6.9 | 10.0      | IX   | 2022년 타이둥 지진의 2차 지진이다. 지진으로 여러 건축물이 붕괴되었다. 1명이 시멘트 공장 붕괴로 사망했으며 그 외 171명이 부상을 입었다. | 1        | 171      |
| 19일 | 멕시코 미초아칸주 아킬라 동남쪽 37 km 지점                     | 7.6 | 26.9      | VIII | 2022년 미초아칸 지진 문서 참조. 미초아칸주에서 큰 피해가 발생했다. 콜리마주에서 2명이 사망하고 35명이 부상을 입었다. 만사니요에서 최대 1.75 m 높이의 쓰나미를 관측했다. 2022년 지진 중 가장 규모가 큰 지진이다. | 2        | 35       |
| 19일 | 파키스탄 길기트발티스탄 스카르두 서북서쪽 60 km 지점           | 4.6 | 10.0      | V    | 론두구에서 여러 산사태와 피해가 발생해 7명이 부상을 입었다. | -        | 7        |
| 20일 | 러시아 코만도르스키예 제도 우스티캄차츠크 동남동쪽 253 km 해역 | 6.0 | 10.0      | VI   | - | -        | -        |
| 22일 | 멕시코 미초아칸주 아길리야 남남서쪽 46 km 지점                 | 6.8 | 20.0      | VII  | 9월 19일 발생한 M7.6 지진의 여진이다. 우루아판에서 건물 한 채가 큰 피해를 입었다. 진앙 인근 일부 지역에서는 산사태가 발생하고 정전도 일어났다. 멕시코시티에서는 여성 1명이 대피 도중 계단에서 넘어져 사망했으며 다른 1명이 심장마비로 사망했다. 콜리마주에서는 가스 폭발 사고가 발생해 아동 1명이 사망하고 5명이 부상을 입었다. 최대 8 cm의 낮은 쓰나미도 관측되었다. | 3        | 5        |
| 22일 | 이탈리아 리구리아주 볼리아스코 북쪽 1 km 지점                  | 4.4 | 10.0      | V    | 제노바에서 교회와 건물 10여채가 피해를 입었으며, 도시 내의 철도 교통도 일시적으로 영업을 중단했다. 이 지진은 1887년 리구리아 지진 이후 가장 큰 규모의 지진이다. | -        | -        |
| 23일 | 인도네시아 아체주 메우라보흐 서남쪽 40 km 해역                 | 6.2 | 42.2      | V    | 몇몇 건물이 경미한 피해를 입었다. | -        | -        |
| 23일 | 칠레 로스라고스주 앙쿠드 서북서쪽 156 km 해역                  | 6.1 | 20.0      | IV   | - | -        | -        |
| 24일 | 네덜란드 흐로닝언주 스페이크 남남서쪽 3 km 지점                | 2.7 | 5.0       | V    | 건물 52채가 피해를 입었다. | -        | -        |
| 27일 | 튀르키예 카르스주 수수즈 서남서쪽 21 km 지점                   | 5.3 | 10.0      | VI   | 카르스주와 이웃한 아르다한주에서 여러 건물 피해가 발생했으며 벽 붕괴로 3명이 부상을 입었다. | -        | 3        |
| 28일 | 인도네시아 서수마트라주 부키팅기 서북쪽 66 km 지점             | 4.5 | 10.0      | -    | 서파사만현에서 여러 건축물 피해가 발생했고 1명이 부상을 입었다. | -        | 1        |
| 28일 | 중국 광시 좡족 자치구 바이써시 동북동쪽 97 km 지점             | 4.3 | 10.0      | -    | 둥란현에서 여러 건축물이 피해를 입고 산사태가 발생했다. | -        | -        |
| 29일 | 사우스조지아 사우스샌드위치 제도 사우스샌드위치 제도 동쪽 해역 | 6.5 | 11.0      | I    | - | -        | -        |
| 30일 | 인도네시아 북수마트라주 시볼가 북북동쪽 40 km 지점             | 5.9 | 13.2      | VII  | 2명이 심장마비로 사망하고 26명이 부상을 입었다. 북타파눌리현에서 최소 건물 1,323채가 피해를 입었으며 이 중 19채가 화재로 전소되었다. 산사태도 다수 발생했다. | 2        | 26       |

### 10월
| 날짜 | 진원 위치                                                 | Mw  | 깊이 (km) | MMI | 주석 | 사상자   | 사상자   |
| 날짜 | 진원 위치                                                 | Mw  | 깊이 (km) | MMI | 주석 | 사망자수 | 부상자수 |
| ---- | --------------------------------------------------------- | --- | --------- | --- | --- | -------- | -------- |
| 1일  | 레이캬네스 해령 해역                                      | 6.0 | 10.0      | -   | - | -        | -        |
| 2일  | 중국 허베이성 톈장진 서북쪽 44 km 지점                    | 4.7 | 10.0      | IV  | 진앙 인근 지역의 여러 건축물이 피해를 입었으며 철도 운행도 일시 중단되었다. | -        | -        |
| 5일  | 이란 서아제르바이잔주 코이 동남동쪽 8 km 지점             | 5.6 | 15.0      | VII | 2022-2023년 서아제르바이잔주 지진군의 첫 지진이다. 이 지진으로 1,127명이 부상을 입었으며 이 중 135명이 병원에서 입원한 중상자였다. 진앙 인근인 코이에서는 주택 450채가 피해를 입고 112채가 붕괴되는 피해를 입었다. 곳곳에서 정전도 발생했다. | -        | 1,127    |
| 5일  | 페루 피우라주 수야나 남남동쪽 8 km 지점                   | 5.8 | 35.0      | VI  | 수야나에서 주택 7채가 붕괴되고 10채가 피해를 입었으며 산사태도 발생했다. 임산부를 포함한 2명이 대피 도중 공황으로 부상을 입었다. | -        | 2        |
| 9일  | 인도네시아 반텐주 팔라부한라투 서쪽 54 km 지점            | 4.9 | 48.1      | III | 레박현에서 주택 최소 7채와 학교가 피해를 입었다. | -        | -        |
| 9일  | 대서양 중앙 해령 중부 해역                                | 6.2 | 10.0      | II  | - | -        | -        |
| 11일 | 튀르키예 오스마니예주 오스마니예 북쪽 14 km 지점          | 5.0 | 10.0      | V   | 진앙 인근 마을인 뒤지치에서 여러 건물이 피해를 입었다. | -        | -        |
| 13일 | 파푸아뉴기니 뉴아일랜드주 코코포                          | 6.4 | 72.0      | V   | - | -        | -        |
| 14일 | 미국 하와이 파할라 남남서쪽 7 km 지점                     | 5.0 | 9.0       | VII | 마우나로아산의 활동과 관련된 군발지진 중 가장 큰 규모의 지진이다. 파할라에서는 여러 주택의 벽이 무너지고 산사태가 발생했다. 500가구 넘는 곳에 정전 피해가 발생했다.                                                                          | -        | -        |
| 16일 | 코스타리카 코코섬 해역                                    | 6.3 | 15.0      | IV  | - | -        | -        |
| 19일 | 태국 치앙마이주 싼깜팽군 북북동쪽 11 km 지점              | 4.2 | 2.3       | VI  | 치앙마이주에서 발생한 지진 중 가장 큰 규모의 지진이다. 도이사껫군에서 주택 3채, 사원 2곳, 학교 1곳이 피해를 입었다. | -        | -        |
| 20일 | 파나마 치리키주 보카치카 남남서쪽 62 km 해역              | 6.7 | 20.0      | VI  | - | -        | -        |
| 22일 | 중국 쓰촨성 캉딩시 남남동쪽 42 km 지점                    | 5.0 | 12.0      | VI  | 2022년 루딩 지진의 여진이다. 루딩현에서 여러 건물에 추가 피해가 발생했으며 산사태도 일어났다. | -        | -        |
| 25일 | 사우스조지아 사우스샌드위치 제도 사우스샌드위치 제도 해역 | 6.3 | 79.0      | V   | - | -        | -        |
| 25일 | 필리핀 코르디예라 행정구 돌로레스 동쪽 12 km 지점         | 6.4 | 6.0       | VII | 7월 발생했던 2022년 루손 지진의 여진이다. 건물 최소 432채가 붕괴되고 13,186채 이상이 피해를 입었다. 도로로 몇몇 도로도 막혔으며 정전 피해도 발생했다. 139명 이상이 부상을 입었다.                                                            | -        | 139      |
| 29일 | 대한민국 충청북도 괴산군 동북쪽 9 km 지점                 | 3.5 | 9.1       | V   | 2022년 괴산 지진 문서 참조. 괴산군, 충주시, 음성군 등에서 건물 19채가 피해를 입었다. | -        | -        |

### 11월
| 날짜 | 진원 위치                                                   | Mw  | 깊이 (km) | MMI  | 주석 | 사상자   | 사상자   |
| 날짜 | 진원 위치                                                   | Mw  | 깊이 (km) | MMI  | 주석 | 사망자수 | 부상자수 |
| ---- | ----------------------------------------------------------- | --- | --------- | ---- | --- | -------- | -------- |
| 2일  | 북태평양 해역                                               | 6.0 | 10.0      | IV   | - | -        | -        |
| 2일  | 사우스조지아 사우스샌드위치 제도 사우스샌드위치 제도 해역   | 6.1 | 10.0      | III  | - | -        | -        |
| 4일  | 튀르키예 이즈미르주 카라발라르 동남동쪽 7 km 지점           | 4.8 | 10.0      | V    | 이즈미르에서는 모스크의 미나레트가 무너지고 건물 20여채가 피해를 입었으며 정전이 발생했다. 1명은 심장마비로 사망했고, 다른 1명은 건물에서 떨어져 사망했다. 대피 도중 공황으로 64명이 부상을 입었으며 이 중 7명이 입원했다. | 2        | 64       |
| 4일  | 멕시코 바하칼리포르니아주 바이아키노 남남서쪽 80 km 해역    | 6.1 | 10.0      | V    | - | -        | -        |
| 8일  | 네팔 수두르파슈침주 디파얄실가디 동쪽 20 km 지점            | 5.7 | 11.0      | VII  | 2022년 네팔 지진 문서 참조. 진앙 인근인 도티구에서 주택 붕괴로 6명이 사망했다. 그 외 12명이 부상을 입었으며 주택 924채가 붕괴되고 5,186채가 피해를 입었다. 이웃한 국가인 인도의 우타라칸드주에서 지진 대피 도중 1명이 부상을 입고 여러 주택에 금이 가는 피해를 입었다.                                                                             | 6        | 13       |
| 9일  | 이탈리아 마르케주 마로타 동북쪽 22 km 지점                  | 5.6 | 8.0       | VI   | 지진으로 11명이 부상을 입고 건물 747채가 피해를 입었으며 안코나도에서 철도 운행이 일시적으로 중단되었다. 페사로에우르비노도에서는 건물 153채가 피해를 입었다. | -        | 11       |
| 9일  | 일본 이바라키현 쓰쿠바시 서남서쪽 6 km 지점                 | 5.0 | 56.3      | VI   | 가시와시에서 1명이 부상을 입었다. | -        | 1        |
| 9일  | 피지 남부 해역                                              | 6.8 | 630.4     | III  | 13분 뒤 일어난 M7.0 지진의 여진이다. | -        | -        |
| 9일  | 피지 남부 해역                                              | 7.0 | 660.0     | III  | - | -        | -        |
| 9일  | 피지 남부 해역                                              | 6.6 | 628.4     | II   | 23분 전 일어난 M7.0 지진의 여진이다. | -        | -        |
| 11일 | 통가 바바우 제도 네이아푸 동남동쪽 211 km 해역              | 7.3 | 37.0      | V    | 아메리칸사모아의 팡오팡오에서 12 cm, 통가 누쿠알로파에서 2 cm의 쓰나미가 관측되었다. | -        | -        |
| 12일 | 과테말라 에스쿠인틀라주 마사과 동남쪽 11 km 지점            | 5.8 | 93.7      | IV   | 코마파에서 주택 1채가 붕괴되고 정전 피해가 발생했다. | -        | -        |
| 12일 | 피지 외해 해역                                              | 7.0 | 587.2     | III  | - | -        | -        |
| 12일 | 네팔 수두르파슈침주 디파얄실가디 동북동쪽 23 km 지점        | 5.2 | 10.0      | V    | 2022년 네팔 지진의 여진이다. 바장구에서 여러 추가 비해가 발생했으며 이웃한 바이타디구에서 지진으로 1명이 집에서 탈출하던 도중 사망했다. | 1        | -        |
| 13일 | 칠레 비오비오주 레부 북쪽 15 km 지점                        | 6.2 | 18.0      | VII  | 콘셉시온과 레부에서 여러 건물 피해가 발생했고 정전이 일어났다. | -        | -        |
| 13일 | 인도네시아 서자와주 치캄펙 서남쪽 5 km 지점                 | 4.1 | 11.7      | IV   | 서반둥현에서 주택 최소 6채가 피해를 입고 1채가 붕괴되었다. | -        | -        |
| 14일 | 피지 남쪽 해역                                              | 6.1 | 627.4     | II   | - | -        | -        |
| 14일 | 일본 미에현 도바시 남남동쪽 84 km 해역                      | 6.3 | 357.4     | IV   | - | -        | -        |
| 18일 | 인도네시아 븡쿨루주 븡쿨루 서남쪽 202 km 해역               | 6.9 | 25.0      | IV   | - | -        | -        |
| 20일 | 인도네시아 동누사틍가라주 쿠방 남남동쪽 34 km 지점          | 5.1 | 10.0      | VI   | 쿠팡현에서 건물 최소 30채와 여러 교회가 피해를 입었다. | -        | -        |
| 21일 | 인도네시아 서자와주 수카부미 서남서쪽 18 km 지점            | 5.6 | 10.0      | VIII | 2022년 서자와 지진 문서 참조. 이 지진으로 335명에서 635명 사이가 사망했으며, 7,729명이 부상을 입고 5명이 실종되었다. 주택, 학교, 관공서 등 건축물 최소 22,241채가 붕괴되었으며 피해 대부분이 치안주르와 수카부미에 집중되었다. | 335–635  | 7,729    |
| 22일 | 솔로몬 제도 과달카날섬 말랑고 서남쪽 17 km 해역             | 7.0 | 14.0      | VII  | 지진으로 호니아라에서는 정전과 함께 오스트레일리아 대사관, 호니아라 국제공항 등 여러 건물이 피해를 입었다. 4명이 부상을 입었으며 이 중 1명은 번즈크릭에서 건물이 무너져 발생했다. 최대 0.03 m 높이의 쓰나미가 관측되었다. | -        | 4        |
| 22일 | 솔로몬 제도 과달카날섬 말랑고 서남쪽 31 km 해역             | 6.0 | 10.0      | V    | 30분 전 일어난 규모 M7.0 지진의 여진이다. | -        | -        |
| 22일 | 멕시코 바하칼리포르니아주 엔세나다 자치체 서남쪽 28 km 해역 | 6.2 | 10.0      | VII  | - | -        | -        |
| 23일 | 튀르키예 뒤즈제주 뒤즈제 서쪽 16 km 지점                    | 6.1 | 10.0      | VIII | 2022년 뒤즈제 지진 문서 참조. 뒤즈제 도시에서 수천 채의 건물이 피해를 입고 정전도 발생했다. 심장마비로 1명이 사망했고 다른 1명이 집안에서 대피하던 도중 사망했으며, 최소 93명이 부상을 입었다. | 2        | 93       |
| 29일 | 그리스 중앙그리스 에비아섬 동북쪽 16 km 해역                | 4.1 | 10.0      | VI   | 자라케스의 여러 건물이 피해를 입었고 이 중 몇 채는 붕되었다. | -        | -        |
| 29일 | 그리스 중앙그리스 에비아섬 동북쪽 14 km 해역                | 4.8 | 6.3       | VI   | 자라케스의 여러 건물이 피해를 입었고 이 중 몇 채는 붕되었다. | -        | -        |
| 30일 | 뉴질랜드 와이카토 지방 타우포 서남쪽 20 km 지점             | 5.3 | 5.2       | VII  | 타우포에서는 선반의 물건이 쏟아지거나 천장이 일부 무너지는 피해가 있었으며 몇몇 주택의 벽이 무너지기도 했다. 마을 남쪽 끝단에 있는 타우포호 호숫가 지역의 170 m x 20 m 영역이 호수 안으로 가라앉았다. 또한 1 m 높이의 호수 해일이 발생해 보트 2척이 가라앉았다. 이 지진은 올해 5월부터 시작된 타우포호 지역의 군발지진 중 가장 큰 규모의 지진이다. | -        | -        |

### 12월
| 날짜 | 진원 위치                                         | Mw  | 깊이 (km) | MMI  | 주석 | 사상자   | 사상자   |
| 날짜 | 진원 위치                                         | Mw  | 깊이 (km) | MMI  | 주석 | 사망자수 | 부상자수 |
| ---- | ------------------------------------------------- | --- | --------- | ---- | --- | -------- | -------- |
| 3일  | 인도네시아 서자와주 반자르 동남동쪽 18 km 지점    | 5.6 | 120.0     | IV   | 가루트에서는 건물 135채와 학교가, 치안주르에서는 기타 여러 건물이 피해를 입었다. 집 천장 붕괴로 2명이 경상을 입었다.                                                                                               | -        | 2        |
| 4일  | 통가 니와토푸타푸섬 히히포 동북쪽 108 km 해역     | 6.8 | 38.0      | V    | - | -        | -        |
| 7일  | 필리핀 비콜 지방 빈존스 북북동쪽 38 km 해역       | 5.2 | 9.0       | V    | 북카마리네스주에서 22개 학교가 피해를 입었으며, 지진으로 인한 대피 과정에서 공황으로 최소 40명이 부상을 입었다. | -        | 40       |
| 8일  | 인도네시아 서자와주 치안주르 서북쪽 14 km 지점    | 5.8 | 123.7     | IV   | 치안주르와 수카부미에서 주택 1채가 붕괴되고 43채와 학교 2채가 피해를 입었다. | -        | -        |
| 11일 | 멕시코 게레로주 엘티쿠이 서북서쪽 3 km 지점       | 6.0 | 18.0      | VI   | 아토약데알바레스에서 건물이 피해를 입고 정전이 발생해 58,000명이 영향을 받았다. | -        | -        |
| 11일 | 중국 내몽골 자치구 싸라치진 동쪽 50 km 지점       | 4.6 | 10.0      | II   | 후허하오터시에서 주택 24채가 피해를 입고 이 중 2채가 심각하게 파괴되어 5명이 대피했다. | -        | -        |
| 13일 | 인도네시아 발리주 아믈라푸라 북쪽 21 km 지점      | 5.3 | 10.0      | VII  | 카랑가셈현에서 8명이 부상을 입고 건물 176채가 피해를 입었다. | -        | 8        |
| 13일 | 이란 남호라산주 타바스 북북동쪽 46 km 지점        | 5.1 | 10.0      | VI   | 타바스 인근 7개 마을이 영향을 받아 1개 마을에서만 주택 390채 이상이 피해를 입었다. 2명이 부상을 입었다. | -        | 2        |
| 14일 | 미국 알래스카주 래트 제도 에이덱 서쪽 324 km 해역 | 6.3 | 73.0      | VI   | - | -        | -        |
| 14일 | 미얀마 저가잉도 저가잉 서쪽 10 km 지점            | 4.8 | 10.0      | VI   | 만달레의 여러 불탑을 포함한 여러 건물이 심각한 피해를 입고 학교 천장이 무너지는 사고도 있었다. | -        | -        |
| 15일 | 타이완 화롄현 화롄시 동남쪽 27 km 해역            | 5.9 | 12.0      | VI   | 화롄시의 몇몇 건물이 피해를 입었으며 난터우현에서는 등산하던 등산객이 낙석에 맞아 5명이 부상을 입었다. | -        | 5        |
| 18일 | 튀르키예 하타이주 크르칸 동북쪽 7 km 지점         | 4.6 | 10.0      | VI   | 크르칸에서 주택 5채가 피해를 입었고 광부 2명이 경상을 입었다. 이웃한 시리아에서도 주택 50채 이상이 피해를 입었다.                                                                                                  | -        | 2        |
| 20일 | 미국 캘리포니아주 펀데일 서남서쪽 12 km 지점      | 6.4 | 17.9      | VIII | 2022년 펀데일 지진 문서 참조. 리오델에서 구조물 이상으로 가스 누출과 정전이 다수 발생했으며, 건물 50채가 피해를 입고 주택 15채가 파괴되었다. 파괴된 주택 중 1채는 전소되었다. 2명이 사망하고 17명이 부상을 입었다. | 2        | 17       |
| 21일 | 인도네시아 서자와주 쿤닝간 남남서쪽 9 km 지점     | 4.2 | 10.0      | V    | 쿤닝간현에서 주택 9채가 피해를 입었고 이 중 4채가 심각하게 파괴되었다. | -        | -        |
| 24일 | 이란 호라산에라자비주 타바스 북북동쪽 53 km 지점  | 5.3 | 10.0      | V    | 코로드에서 주택 800채 이상이 피해를 입었다. | -        | -        |
| 28일 | 그리스 중앙그리스 프사흐나 동북쪽 5 km 지점       | 5.0 | 12.3      | VI   | 트리아다에서 15채, 프사흐나에서 4채, 키파리시에서 1채 등 총 20채의 주택이 피해를 입었다. | -        | -        |
| 28일 | 바누아투 타페아주 이상겔 동남쪽 290 km 해역       | 6.1 | 10.0      | III  | - | -        | -        |

## 같이 보기
- 지진 목록